# Mariano Benlliure
Mariano Benlliure y Gil – hiszpański rzeźbiarz pochodzący z Walencji.
Pochodził z rodziny o tradycjach artystycznych, jego ojciec Juan Antonio Benlliure Tomás i bracia Juan Antonio, José i Blas Benlliure y Gil również byli malarzami. Artystami byli również jego kuzyni Emilio Benlliure Morales i Gerardo Benlliure Morales, nie osiągnęli jednak poziomu braci Benlliure Gil.
Mariano Benlliure już w dzieciństwie wykazywał artystyczny talent, przed ukończeniem 10 lat brał już udział w konkursach i wystawach. Jego ulubionym tematem były walki byków. W 1876 r. mając 13 lat wziął udział w Krajowej Wystawie Sztuk Pięknych w Madrycie, na której przedstawił rzeźbę La cogida de un picador. Początkowo bardziej interesował się malarstwem, które uprawiał w Paryżu pod okiem swojego nauczyciela Francisco Domingo Marqués. W 1879 r. Wyjechał do Rzymu, korzystając z faktu, że jego brat José przebywał tam na stypendium. Zafascynowany dziełami Michała Anioła całkowicie porzucił malarstwo dla rzeźby. W 1884 r. Otrzymał II medal na Krajowej Wystawie Sztuk Pięknych w Madrycie za rzeźbę El monagillo.
W 1887 r. na stałe zamieszkał w Madrycie, gdzie w tym samym roku zdobył I medal na Krajowej Wystawie Sztuk Pięknych za rzeźbę przedstawiającą malarza Jusepe de Ribera. Szybko stał się znanym artystą, wykonał liczne popiersia i pomniki m.in. generała José de San Martín w Limie.

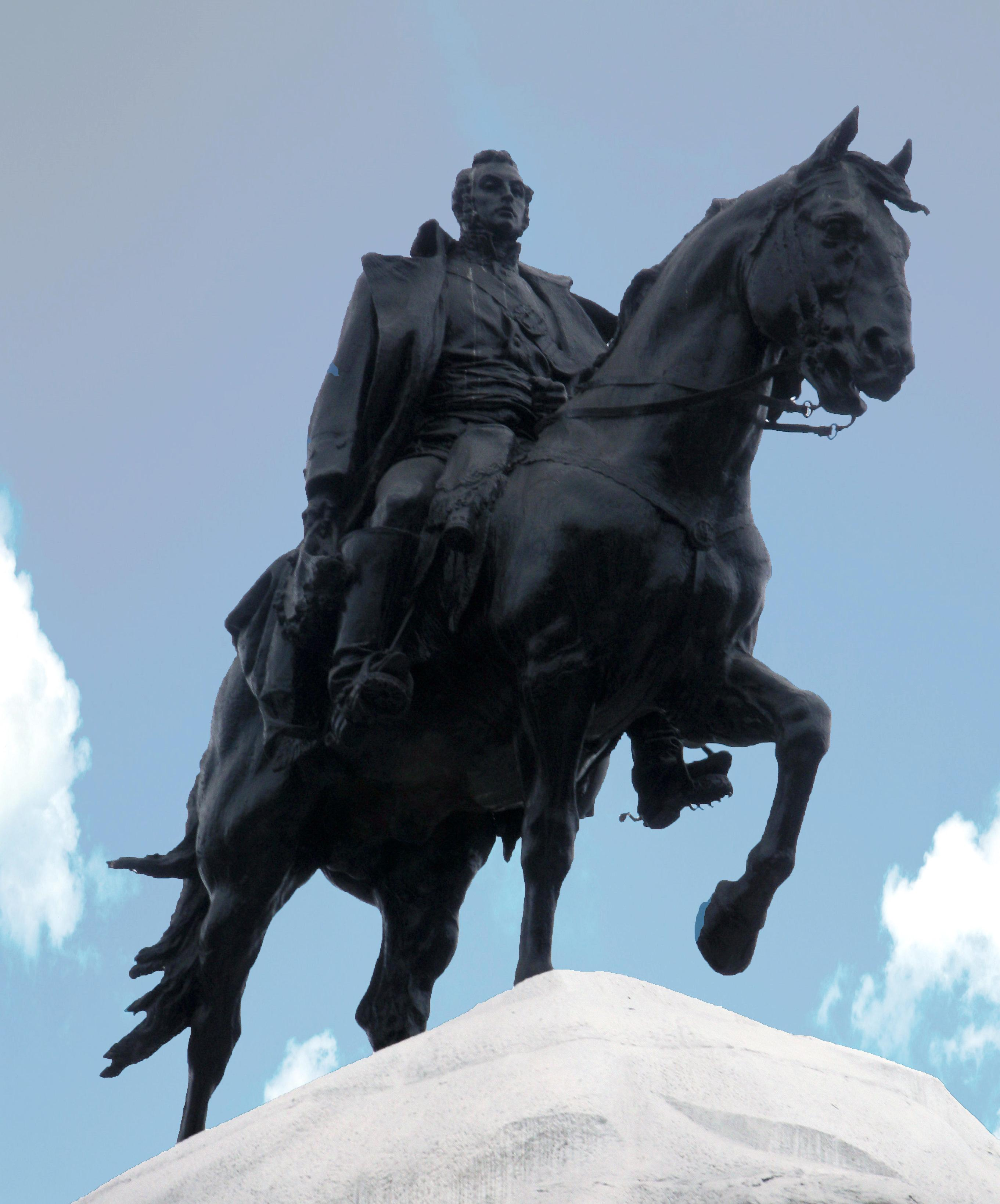
Pomnik generała José de San Martín w Limie.